# Mapania coodei
Mapania coodei är en halvgräsart som beskrevs av David Alan Simpson. Mapania coodei ingår i släktet Mapania och familjen halvgräs. Inga underarter finns listade i Catalogue of Life.